# Arlindo Vicente de Assunção Carvalho
Pour les articles homonymes, voir Carvalho.
Arlindo Vicente de Assunção Carvalho est un homme politique santoméen, membre du PCD-GR, mort au printemps 2024. Il est ministre de la Santé sous Rafael Branco.
Il visite Taïwan le 9 avril 2007 en compagnie du ministre des Affaires étrangères taïwanais Yang Tzu-pao et du ministre de la Santé Hou Sheng-mou et en juillet de la même année le Brésil. Il a notamment dirigé avec le centre des maladies endémiques un programme national de lutte contre la tuberculose en juin 2014 et contre le paludisme, en tant que directeur du centre.